# Radioåret 1938

## Händelser

### Januari
- 3 januari - Den brittiska "Imperietsradion" (BBC Empire Service, som inleddes 1932) sänder för första gången på främmande språk, nämligen arabiska.

### Juli
- 1 juli - Radiotjänst inleder försök med sändningar utanför Sverige [1].

## Radioprogram

### Sveriges Radio
- 1 december - Frågesport introduceras i svensk radio av Gösta Knutsson och blir en stor succé [1].
- 10 oktober - Författaren Ludvig "Lubbe" Nordström inleder sina radioföredrag om "Lort-Sverige" som väcker stor upprördhet [1] genom att beskriva levnadsförhållandena på den svenska landsbygden [2].

## Födda
- 14 maj – Evan Storm, svensk radiouppläsare.
- 3 augusti – Terry Wogan, brittisk radioprogramledare.

### Fotnoter
1. 1 2 3  Hundra år i Sverige - 1938, Hans Dahlberg, Albert Bonniers, 1999
2. ↑  Sverige 1900-talet – 1938, NE, Bra Böcker, 2000